# Filippo Maria Gherardeschi
Filippo Maria Gherardeschi (Pistoia, 11 ottobre 1738 – Pisa, 30 settembre 1808) è stato un compositore, pianista organista italiano considerato talentuoso del pianoforte, fu membro dell'Accademia Filarmonica di Bologna, organista del Duomo di Pisa e maestro di concerti e maestro di musica alla corte del Granduca di Toscana..
Tra le sue opere, 145 circa in totale, la più conosciuta è la Messa di Requiem composta nel 1803 per i funerali del Re d'Etruria Ludovico di Borbone.

## Biografia
Filippo Maria Gherardeschi nasce in una famiglia di musicisti e organisti.

Iniziati i primi studi di musica con Bosamelli, maestro di cappella del Duomo di Pistoia, andò nel 1756, all'età di sedici anni, a studiare contrappunto a Bologna con Padre Giovanni Battista Martini. Nel 1761, terminati i suoi studi fu nominato, grazie alla stima ottenuta, membro dell'Accademia Filarmonica di Bologna, un onore all'epoca molto prestigioso e ambito. Successivamente divenne organista della Cattedrale di Livorno, poi nel 1763, all'età di venticinque anni, fu nominato maestro di cappella a Volterra, compito che abbandonò lo stesso anno per diventare organista del Duomo di Pisa. Sempre nello stesso anno, ebbe successo come compositore teatrale con il dramma giocoso L'amore artigiano, opera lirica in 3 atti su libretto di Carlo Goldoni che venne rappresentato al Teatro del Giglio di Lucca.. Negli anni successivi, nonostante l'impegno come organista del Duomo di Pisa, Filippo Maria Gherardeschi si dedicò con assiduità al lavoro di composizione di opere liriche: e furono rappresentate le sue opere: Il curioso indiscreto, (1764), I visionari, (1765) al Teatro dei Costanti di Pisa e L'astuzia felice', (1767) al Teatro San Moisè di Venezia.

Nel 1769, in occasione di un soggiorno del Granduca Leopoldo I di Toscana fu rappresentata, al Teatro dei Costanti di Pisa, la commedia I gobbi. Grazie al successo di questo spettacolo e alla sua fama di compositore, venne nominato maestro di cappella della Chiesa di Santo Stefano dei Cavalieri di Pisa. Nello stesso anno, sempre al Teatro dei Costanti di Pisa, fu rappresentata La notte critica.

Nel 1770 divenne maestro di cappella del Duomo di Pistoia, però solo per un periodo limitato di un anno, in quanto abbandonò il posto a favore del fratello Domenico. Nel 1771, ritornato a Pisa, riprese il ruolo di organista del Duomo.

Nel 1776 fu rappresentata al Teatro dei Costanti di Pisa La contessina, poi replicata nel 1779 al Teatro dei Risvegliati di Pistoia. L'opera fu scritta in collaborazione con Florian Leopold Gassmann su libretto di Marco Coltellini.

Nel 1777 Filippo Maria Gherardeschi ebbe un figlio, Alessandro, che divenne successivamente un importante architetto toscano.

Considerato come il migliore pianista italiano del periodo, nel 1782 pubblica a Firenze Sei Sonate per clavicembalo o fortepiano dedicate a Maria Teresa d'Austria. Nel 1783, oramai famoso, venne nominato maestro di concerti della corte del Granduca di Toscana e insegnante di pianoforte dei figli del Granduca. Lavorò, dunque per il Granduca Leopoldo I e dal 1790, data della nomina imperiale di quest'ultimo, fu a servizio del Granduca Ferdinando III. Nel 1801 ricoprì la stessa nomina di maestro di concerti al servizio del re d'Etruria Ludovico di Borbone, per il quale, nel 1803, data del decesso, compose una Messa di Requiem.

Ritiratosi a Pisa non si hanno più notizie precise sulla sua attività. Morì all'età di settant'anni circa, il 30 settembre 1808 a Pisa.

## Stile musicale
Nelle opere di Filippo Maria Gherardeschi si nota un'influenza dovuta ad un approfondito studio della musica sacra rinascimentale effettuato alla scuola di Padre Giovanni Battista Martini. Questa influenza si manifesta in una produzione per molti aspetti legata alla polifonia rinascimentale, ma che, tuttavia, non è scevra delle aperture verso le tecniche ed espressive dello stile galante.

Riguardo ai lavori strumentali, fu molto apprezzato per le sue opere liriche, delle quali oggi ci sono pervenuti soltanto i libretti e qualche aria, per il Concerto grosso e le Sonate per clavicembalo, tre delle quali sono inserite nella raccolta "Tre sonate per cembalo o forte-piano" edita presso l'editore fiorentino Ranieri del Vivo.
Riguardo alle attività in ambito didattico, scrisse "Lezioni di contrappunto, cioè nota contro nota, contrappunti semplici e doppi, fughe, antifone pel canto fermo e canoni dalle due sino alle otto voci" e diede un importante impulso all'evoluzione dello stile a tastiera con il trattato "Elementi per il cembalo".

## Fonti
Il Centro Documentazione Musicale della Toscana ha individuato il maggior numero delle sue opere nell'Archivio musicale dell'Ordine dei Cavalieri di Santo Stefano di Pisa, che possiede 48 suoi autografi. Una quarantina di manoscritti, quasi la metà autografi, è conservata anche a Bologna, al Museo internazionale e biblioteca della musica e all'Accademia filarmonica. Si segnalano copie manoscritte di sue opere anche a:
- Pistoia (Archivio Capitolare)
- Genova (Conservatorio Paganini)
- Firenze (Conservatorio Luigi Cherubini e Biblioteca Nazionale Centrale)
- Macerata (Biblioteca Mozzi-Borgetti)
- Assisi (Biblioteca del Santo Convento di San Francesco)
- Parma (nel Fondo Sanvitale della Biblioteca Palatina)
- Pisa (Archivio Storico Musicale dell'Opera della Primaziale Pisana)
- Lucca (Istituto Boccherini)
- Cesena (Abbazia di Santa Maria del Monte)
- Napoli (Conservatorio di San Pietro a Majella)
- Brescia (Biblioteca Michele Ciracì di Ceglie Messapica)
- Faenza (Biblioteca Manfrediana)
- Roma (Biblioteca privata e Archivio Doria Pamphili)[23]

All'estero si segnalano copie manoscritte delle sue opere a Berlino (Musikabteilung del Preußischer Kulturbesitz nella Staatsbibliothek zu Berlin), Ginevra (Conservatoire de Musique), Linz (Domchorarchiv), Neuchâtel (Bibliothèque publique et universitaire) e Stoccolma (Musik- och teaterbiblioteket); tre copie sono in America, a Louisville (Fondo Ricasoli della University of Kentucky), a New Haven in Connecticut (Music Library della Yale University) e alla Library of Congress di Washington.

## Opere

### Musica sacra
Tra le svariate composizioni sacre di Filippo Maria Gherardeschi abbiamo:
- Confitebor a 4 voci
- Dixit a 4 voci con strumenti
- Domini ad adiuvandum a 4 voci
- Gloria in excelsis a 4 voci con strumenti
- Laudate Dominum a 4 voci concertato con violini
- Laudate pueri a 4 voci con strumenti
- Nunc dimittis a 4 voci
- Pange lingua
- Sanctus Deus a 4 voci con violini
- Sette salmi o mottetti a 4 voci con strumenti
- Te Deum
- Cinque assoluzioni
- Inni
- Tre responsori
- Messa a 4 voci con orchestra
- Messa a 4 voci con vari strumenti obbligati
- Missa pro defunctis con organo
- Messa da Requiem

### Opere liriche
Filippo Maria Gherardeschi compose 7 opere liriche: 
- L'amore artigiano (libretto di Carlo Goldoni, 1763, Lucca)
- Il curioso indiscreto (libretto di Giuseppe Petrosellini, 1764, Pisa)
- I visionari (libretto di Giovanni Bertati, 1765, Pisa)
- La contessina (libretto di Marco Coltellini, scritto in collaborazione con Florian Leopold Gassmann, 1767, Venezia)
- L'astuzia felice (dramma giocoso, libretto di Carlo Goldoni, 1767, Venezia)
- I due gobbi (1769, Pisa)
- La notte critica (dramma giocoso, libretto di Carlo Goldoni, 1769, Pisa)

### Lavori strumentali
- 3 sonate per clavicembalo o fortepiano
- 3 sonate per clavicembalo o fortepiano
- Sonata per clavicembalo in fa maggiore
- Concerto in fa minore
- 3 sonate per clavicembalo o fortepiano

### Trattati
- Elementi per sonare il cembalo
- Lezioni di contrappunto, cioè nota contro nota, contrappunti semplici e doppi, fughe, antifone pel canto fermo e canoni dalle due sino alle otto voci